# Giovani Pedotti
Giovani Beltrame Pedotti (Sananduva, 6 settembre 1982) è un ex giocatore di calcio a 5 brasiliano.

## Carriera
Laterale difensivo, Pedotti ha legato buona parte della propria carriera italiana all'allenatore Leopoldo Capurso, prima nel Bisceglie e quindi nel Kaos; in entrambe le squadre ha indossato la fascia di capitano. È stato però durante il biennio alla Luparense che Pedotti ha vinto uno scudetto, una coppa Italia e una supercoppa italiana.

## Palmarès
- Campionato italiano: 1

Luparense: 2011-12
- Coppa Italia: 1

Luparense : 2012-13
- Supercoppa italiana: 1

Luparense: 2012